# Bank van Estland
De Bank van Estland (Estisch: Eesti Pank) is de centrale bank van Estland.
Deze bank is in 2011 onderdeel geworden van de Europese Centrale Bank en behoort tot het Europees Stelsel van Centrale Banken.